# Magda Lukácsovits
Magda Lukácsovits, verheiratete Magda Hatzack-Lukácsovits, (* 8. Januar 1933 in Carei, Rumänien; † 7. Mai 2017 in Memmingen, Deutschland) war eine siebenbürgisch-ungarische Kunstmalerin.

## Werdegang
Die künstlerische Laufbahn von Magda Lukácsovits begann im Gymnasium für bildende Künste in Baia Mare, das sie 1955 abschloss. Von 1955 bis 1961 studierte sie freie Malerei an der Kunstakademie in Cluj-Napoca, u. a. bei Sándor Mohy, und von 1962 bis 1963 belegte sie Kurse am Museum für Bildende Kunst in Budapest. Unter der Leitung von Kunstpädagogen wie Géza Vida und Lidia Agricola erlernte Magda die Grundlagen des Stils der in Mittel- und Osteuropa bekannten Nagybányaer/Frauenbacher Moderne.
Beruflich war sie von 1961 bis 1966 als Zeichenlehrerin in Hunedoara tätig, wo sie auch den Bau des Staudamms Cinciș 1962 als technische Zeichnerin begleitete. 1970 zog sie mit ihrem Ehemann, dem Diakon Idmar Hatzack (1934–2017), und den beiden gemeinsamen Kindern nach Cluj-Napoca. Magda Lukácsovits lebte und arbeitete bis 1981 in Siebenbürgen und übersiedelte danach mit ihrer Familie nach Bad Tölz, wo sie bis zu ihrem Ruhestand als Restauratorin, Kirchenmalerin und Kunstmalerin tätig war. 2011 wurde bei ihr die Parkinson-Krankheit diagnostiziert, an der sie am 7. Mai 2017 in Memmingen verstarb.